# Elizabeth Cowie
Elizabeth Cowie är en brittisk akademiker, författare och professor emerita i filmvetenskap. Hon har genom karriären varit verksam vid University of Kent. I sitt skrivande har hon ofta ägnat sig åt kvinnans roll i filmen, liksom fantasins betydelse. Hon har ofta anlagt ett psykoanalytiskt perspektiv på tolkningen av filmens uttryck.

## Biografi
Cowie har en examen i historia, politik och sociologi. Efter avslutade universitetsstudier började hon arbeta inom förlagsvärlden, och från 1972 till 1976 fungerade hon som redaktionsassistent för filmtidskriften Screen. Detta var en tid när diskussionen kring film och kultur förändrades genom introduktionen av nya franska perspektiv, inklusive semiotiska och psykoanalytiska teorier.
Cowie ändrade samtidigt inriktning på sin karriär, delvis genomförd via studier på doktorandnivå vid Slade School of Art. Via sitt engagemang i feministiska kretsar blev hon medgrundare och var en av redaktörerna för m/f, från grundandet 1978 till tidskriftens nedläggning 1986. Tidskriften fokuserade i sina texter på teorier omkring sociala och psykologiska resonemang kring könsskillnader, med inspiration hämtad från Michel Foucaults och Jacques Lacans verk.
1981 inledde hon sin verksamhet vid University of Kent. Cowie kom till universitetet som föreläsare på dess då nya program i filmvetenskap, som sedan dess utvecklats till ett av Storbritanniens större forskningscentra på området. Hon har där fortsatt sitt intresse för kvinnans roll på filmduken, och hon har studerat hur feminismens framväxt skett parallellt med filmens utveckling sedan sent 1800-tal.

### Böcker
Hon har författat två monografier, liksom artiklar för ett stort antal referentgranskade tidskrifter. Hon har dessutom bidragit till ett antal fackvetenskapliga antologier. Cowies forskning och skrivande har ofta haft genus- och könsskillnader skapade ur mediebilder som fokus.
I boken Representing the Woman: Psychoanalysis and Cinema (1997) kombinerar hon traditionell psykoanalytisk filmteori med feminism. Boken utgår delvis från ett antal av Cowies tidigare essäer omkring representationer av det kvinnliga inom filmen, och Laura Mulveys idéer om den manliga blicken sätts under kritisk belysning. Cowie beskriver i bokens texter hur betraktarna av båda könen är aktiva parter i det både passiva och aktiva fantiserandet och dito fetischiseringen av filmens bilder.
I Recording Reality, Desiring the Real (2011) utforskar hon dokumentärfilmens historia. Hon studerar hur denna faktabaserade filmgenre navigerar i landskapet mellan njutning och kunskap, och hur voyeurism är grundläggande för att förstå hur betraktaren knyter an till och förstår filminnehållet.

### Övrigt skrivande
Under den akademiska karriären har hon återkommande studerat kvinnans roll inom filmen, ofta kopplat till perspektiv som fantasi, verklighet eller psykoanalys. Redan 1978 publicerade hon sin text "Fantasia" i m/f, och 1997 kom "Representing the Woman". 1993 publicerades "Women, representation and the image" i The Screen Education Reader.
1992 presenterade hon i antologin Sex Exposed: Sexuality and the Pornography Debate texten "Pornography and Fantasy", en text där hon menar att fantasin är central i pornografin. Hon anser att den här underhållningsgenren lockar sin konsument genom "lusten att känna lust" och inte lusten i sig. Hon anser även att pornografins grundläggande lockelse ligger bortom en önskan om en "jämlik" sexualitet.
På senare år har Cowie till stor del ägnat sig åt forskning kring hur rädsla konstrueras inom skräckfilmen. Detta utgår från samma koncept om passivt och aktivt som hon behandlade i sin bok Representing Woman. Hon har även studerat drömmens betydelse, bland annat med utgångspunkt i Ingmar Bergmans Smultronstället.

## Böcker
- Representing the Woman: Psychoanalysis and Cinema (London: Palgrave Macmillan and Minneapolis: Minnesota University Press, 1997)
- Recording Reality, Desiring the Real (University of Minnesota Press, 2011)